# Schur-Zerlegung
Als Schur-Zerlegung oder Schursche Normalform (nach Issai Schur) bezeichnet man in der linearen Algebra, einem Teilgebiet der Mathematik, eine wichtige Matrix-Zerlegung, genauer ein Trigonalisierungsverfahren.

## Definition
{\displaystyle A} sei eine quadratische Matrix mit Einträgen aus {\displaystyle \mathbb {K} } (also {\displaystyle A\in \mathbb {K} ^{n\times n}}, wobei {\displaystyle \mathbb {K} } entweder für {\displaystyle \mathbb {R} } oder für {\displaystyle \mathbb {C} } steht).
Zerfällt das charakteristische Polynom von {\displaystyle A} über {\displaystyle \mathbb {K} } in Linearfaktoren, so existiert eine unitäre Matrix {\displaystyle U\in \mathbb {K} ^{n\times n}}, sodass
{\displaystyle R=U^{*}AU\quad } ({\displaystyle U^{*}} ist die zu {\displaystyle U} adjungierte Matrix)
eine obere Dreiecksmatrix ist. Da {\displaystyle U} unitär ist, folgt {\displaystyle A=URU^{*}}; eine solche Darstellung heißt Schur-Zerlegung von {\displaystyle A}.

## Bemerkungen
- Da {\displaystyle R} eine obere Dreiecksmatrix ist, kann sie als Summe einer Diagonalmatrix {\displaystyle D} und einer strikten oberen Dreiecksmatrix {\displaystyle N} dargestellt werden ({\displaystyle D,N\in \mathbb {K} ^{n\times n}}):

{\displaystyle R=D+N}
Es gilt dann:
- {\displaystyle D} ist eindeutig bis auf die Reihenfolge der Diagonalelemente und wird als der Diagonalanteil der Schur-Zerlegung bezeichnet.
- {\displaystyle N} ist nilpotent, im Allgemeinen nur bezüglich ihrer Frobeniusnorm eindeutig und wird der nilpotente Anteil der Schur-Zerlegung genannt.
- Die Frobeniusnorm von {\displaystyle N} ist genau dann 0, wenn {\displaystyle A} normal ist.

- Wegen der Ähnlichkeit der Ausgangsmatrix {\displaystyle A} und der oberen Dreiecksmatrix {\displaystyle R} stehen auf der Hauptdiagonale von {\displaystyle R} die Eigenwerte von {\displaystyle A}.
- Ist {\displaystyle A} eine normale Matrix, dann ist {\displaystyle R} sogar eine Diagonalmatrix und die Spaltenvektoren von {\displaystyle U} sind Eigenvektoren von {\displaystyle A}. Die Schur-Zerlegung von {\displaystyle A} wird dann als Spektralzerlegung von {\displaystyle A} bezeichnet.
- Wenn {\displaystyle A} positiv definit ist, dann ist die Schur-Zerlegung von {\displaystyle A} dasselbe wie die Singulärwertzerlegung von {\displaystyle A}.

## Konstruktion einer Schur-Zerlegung
Sei {\displaystyle A\in \mathbb {K} ^{n\times n}}. Zunächst muss ein Eigenwert {\displaystyle \lambda _{1}} und ein entsprechender Eigenvektor {\displaystyle v_{1}} zu {\displaystyle A} gefunden werden. Nun werden {\displaystyle n-1} Vektoren {\displaystyle w_{2},\ldots ,w_{n}} gewählt, so dass {\displaystyle v_{1},w_{2},\ldots ,w_{n}} eine orthonormale Basis in {\displaystyle \mathbb {K} ^{n}} bilden. Diese Vektoren bilden die Spalten einer Matrix {\displaystyle V_{1}} mit
{\displaystyle V_{1}^{*}AV_{1}={\begin{bmatrix}\lambda _{1}&*\\0&A_{1}\end{bmatrix}}},
wobei {\displaystyle A_{1}} eine {\displaystyle (n-1)\times (n-1)} Matrix ist. Nun wird dieser Vorgang für {\displaystyle A_{1}} wiederholt. Es entsteht eine unitäre Matrix {\displaystyle V_{2}} mit
{\displaystyle V_{2}^{*}A_{1}V_{2}={\begin{bmatrix}\lambda _{2}&*\\0&A_{2}\end{bmatrix}}},
wobei {\displaystyle A_{2}} eine {\displaystyle (n-2)\times (n-2)} Matrix ist. Dann gilt
{\displaystyle Q_{2}^{*}AQ_{2}={\begin{bmatrix}\lambda _{1}&*&*\\0&\lambda _{2}&*\\0&0&A_{2}\end{bmatrix}}}, 
wobei {\displaystyle Q_{2}=V_{1}{\hat {V}}_{2}} mit {\displaystyle {\hat {V}}_{2}={\begin{bmatrix}1&0\\0&V_{2}\end{bmatrix}}} gilt. Die gesamte Prozedur wird {\displaystyle (n-1)}-mal wiederholt, bis die Matrizen {\displaystyle V_{1},\ldots ,{\hat {V}}_{n-1}} vorliegen. Dann ist {\displaystyle Q:=V_{1}{\hat {V}}_{2}{\hat {V}}_{3}\cdots {\hat {V}}_{n-1}} eine unitäre Matrix und {\displaystyle R:=Q^{*}AQ} eine obere Dreiecksmatrix. Damit ist die Schur-Zerlegung der Matrix {\displaystyle A} bestimmt.

## Beispiel
Betrachte beispielsweise die Matrix {\displaystyle A={\begin{bmatrix}-2&1&3\\2&1&-1\\-7&2&7\end{bmatrix}}} mit den Eigenwerten {\displaystyle \lambda _{1}=\lambda _{2}=\lambda _{3}=2} (die Matrix ist nicht diagonalisierbar, weil die Dimension des mit diesem Eigenwert assoziierten Eigenraums 1 beträgt).
Wir wählen als Basis für den Anfang die Standard-Basis {\displaystyle \langle e_{1},e_{2},e_{3}\rangle }, wobei {\displaystyle e_{j}} den {\displaystyle j}-ten Einheitsvektor bezeichnet.
Für {\displaystyle A_{1}=A} bestimmen wir einen Eigenvektor zu 2, zum Beispiel {\displaystyle {\begin{bmatrix}1\\1\\1\end{bmatrix}}} mit Darstellung {\displaystyle v_{1}:=1e_{1}+1e_{2}+1e_{3}={\begin{bmatrix}1\\1\\1\end{bmatrix}}} und ergänzen ihn zu einer linear unabhängigen Basis, z. B. {\displaystyle \langle v_{1},e_{1},e_{3}\rangle }. Aus dieser neuen Basis erzeugen wir die Basistransformation {\displaystyle V_{1}=(v_{1}|e_{1}|e_{3})} und berechnen {\displaystyle V_{1}^{-1}AV_{1}={\begin{bmatrix}2&2&-1\\0&-4&4\\0&-9&8\end{bmatrix}}} daraus lässt sich ablesen, dass {\displaystyle A_{2}={\begin{bmatrix}-4&4\\-9&8\end{bmatrix}}}.
Für {\displaystyle A_{2}} bestimmen wir einen Eigenvektor zu 2, z. B. {\displaystyle {\begin{bmatrix}2\\3\end{bmatrix}}} mit Darstellung {\displaystyle v_{2}:=0v_{1}+2e_{1}+3e_{3}={\begin{bmatrix}2\\0\\3\end{bmatrix}}} und ergänzen ihn zu einer linear unabhängigen Basis, z. B. {\displaystyle \langle v_{1},v_{2},e_{3}\rangle }. Aus dieser neuen Basis erzeugen wir die Basistransformation {\displaystyle V_{2}=(v_{1}|v_{2}|e_{3})} und berechnen {\displaystyle V_{2}^{-1}AV_{2}={\begin{bmatrix}2&1&-1\\0&2&2\\0&0&2\end{bmatrix}}}.
Wie oben gezeigt, kann die Basis beliebig gewählt werden, allerdings wird die Sache sehr einfach und interessant, wenn die Wahl der Standardbasis durchgezogen wird (sofern möglich). Dadurch ändern sich die vorherigen Schritte wie folgt:
Für {\displaystyle A_{1}=A} bestimmen wir einen Eigenvektor zu 2, z. B. {\displaystyle {\begin{bmatrix}1\\1\\1\end{bmatrix}}} mit Darstellung {\displaystyle v_{1}:={\begin{bmatrix}1\\1\\1\end{bmatrix}}} und ergänzen ihn zu einer linear unabhängigen Basis, z. B. {\displaystyle \langle v_{1},e_{2},e_{3}\rangle }. Aus dieser neuen Basis erzeugen wir die Basistransformation {\displaystyle V_{1}=(v_{1}|e_{2}|e_{3})} und berechnen {\displaystyle V_{1}^{-1}AV_{1}={\begin{bmatrix}2&1&3\\0&0&-4\\0&1&4\end{bmatrix}}} daraus lässt sich ablesen, dass {\displaystyle A_{2}={\begin{bmatrix}0&-4\\1&4\end{bmatrix}}}.
Für {\displaystyle A_{2}} bestimmen wir einen Eigenvektor zu 2, z. B. {\displaystyle {\begin{bmatrix}2\\-1\end{bmatrix}}} mit Darstellung {\displaystyle v_{2}:={\begin{bmatrix}0\\2\\-1\end{bmatrix}}} und ergänzen ihn zu einer linear unabhängigen Basis, z. B. {\displaystyle \langle v_{1},v_{2},e_{3}\rangle }. Aus dieser neuen Basis erzeugen wir die Basistransformation {\displaystyle V_{2}=(v_{1}|v_{2}|e_{3})} und berechnen {\displaystyle V_{2}^{-1}AV_{2}={\begin{bmatrix}2&-1&3\\0&2&-2\\0&0&2\end{bmatrix}}}.
Hier ist die Berechnung der Darstellung der Vektoren in der richtigen Basis sozusagen intuitiv und somit auch weniger fehleranfällig, zudem ist die finale Basistransformation hier {\displaystyle V_{2}} auch eine Dreiecksmatrix.
Mit dem Gram-Schmidtschen Orthogonalisierungsverfahren kann die erhaltene Basistransformationsmatrix zu einer unitären Matrix gemacht werden, wie verlangt.